# Georges Dejardin
Georges Dejardin (ur. 14 czerwca 1914 w Liège, zm. 9 lutego 1993) – belgijski polityk i samorządowiec, parlamentarzysta i senator, pierwszy przewodniczący Rady Kulturowej Francuskiej Wspólnoty Belgii (1971–1973).

## Życiorys
Ukończył rok nauki w szkole technicznej, następnie zdał egzamin na mierniczego i kształcił się w szkole związkowej. Pomiędzy 1930 a 1937 pracował w fabryce, z której zwolniono go z przyczyn politycznych. Działał w Jeunes gardes socialistes, młodzieżówce Belgijskiej Partii Robotniczej, m.in. jako członek władz w prowincji Liège i zastępca sekretarza krajowego (1938–1940), a także redaktor naczelny „Jeunesse Nouvelle”. Działał też w powiązanym z socjalistami związku zawodowym. W 1940 zmobilizowany do walki w kampanii belgijskiej, w trakcie walk dostał się do niewoli niemieckiej. Do 1945 przebywał w Prusach Wschodnich, gdzie pracował jako robotnik rolny. W 1945 powrócił do Belgii.
Zaangażował się w działalność Belgijskiej Partii Socjalistycznej, a po jej podziale przystąpił do walońskiej Partii Socjalistycznej. Pracował w powiązanych z nią czasopismach (m.in. „Le Monde du travail”), był także dyrektorem centrum edukacyjnego środowisk robotniczych. Wchodził w skład centralnych organów Międzynarodowej Unii Młodych Socjalistów. Zasiadał w radzie miasta Liège (1946–1964) oraz w radzie prowincji Liège (1946–1950). Od 1950 do 1965 członek Izby Reprezentantów. Następnie od 1965 do 1974 zasiadał w Senacie: początkowo jako delegat prowincji, od 1968 wybierany bezpośrednio. W latach 1962–1965 członek Zgromadzenia Parlamentarnego Rady Europy i zgromadzenia Unii Zachodnioeuropejskiej. Od 1971 do 1974 był oddelegowany do Rady Kulturowej Francuskiej Wspólnoty Belgii, został jej pierwszym przewodniczącym w latach 1971–1973. Od 1974 do 1976 pełnił funkcję zastępcy sekretarza generalnego Międzynarodowej Organizacji Frankofonii.
Jego syn Claude Dejardin także został politykiem.